# Platinum Stars Football Club
El Platinum Stars Football Club fue un club de fútbol de Sudáfrica, de la ciudad de Rustenburg. Fue fundado en 1998 y jugó en la Premier Soccer League.

## Historia
El equipo se fundó en 1998 y surgió del desaparecido Highlands Park. Este club se fusionó con el Silver Stars, llamándose HP Silver Stars. En 2006 el equipo ganó la Telkom Knockout.
En 2007 la empresa Royal Bafokeng Holdings (de la étina Bafokeng) compró el 51% del club y le cambió el nombre por el de Platinum Stars Football Club. Ese mismo año el equipo consiguió quedar segundo en el campeonato de Liga.
En 2009 la empresa Royal Bafokeng Holdings se hizo con todas las acciones del equipo.
Tras descender de la Premier Soccer League en la temporada 2017/18 el equipo desaparece y la federación lo sustituye por el Cape Umoya United FC de Ciudad del Cabo.

### Platinum Stars en la Premier Soccer League
- 2008-09: 13º
- 2007-08: 10º
- 2006-07: 2º
- 2005-06: 5º
- 2004-05: 7º
- 2003-04: 11º

## Estadio
El Platinum Stars juega en el Estadio Royal Bafokeng desde 2006. Este estadio fue inaugurado en 1999 y tiene una capacidad de 42000 personas. Antes, el equipo jugaba en el Estadio Peter Mokaba.

## Datos del club
- Mayor goleada conseguida: 4-0, contra el Lesotho Correctional Services (18/02/08, Liga de Campeones de la CAF)
- Mayor goleada encajada: 0-6, contra el Golden Arrows (18/03/09, Liga)
- Máximo goleador: Dingane Masanabo con 24 goles
- Más partidos disputados: Stanley Kgatla, 116 partidos
- Más partidos disputados en una temporada: Edward Williams (temporada 2003-04), 34 partidos
- Más goles en una temporada: Hareaipha Marumo, 13 goles en la temporada 2006-07

## Jugadores

### Plantilla 2009/10
Actualizado a 13 de septiembre de 2009

#### Altas y bajas 2017–18 (invierno)
| Altas             | Altas          | Altas             | Altas     | Altas        |
| Jugador           | Posición       | Procedencia       | Tipo      | Costo        |
| ----------------- | -------------- | ----------------- | --------- | ------------ |
| Riyaad Norodien   | Centrocampista | Orlando Pirates   | Cesión.   | --           |
| Ayanda Gcaba      | Defensa        | Orlando Pirates   | Cesión.   | --           |
| Wangu Gome        | Centrocampista | Civics            | Fichaje.  | --           |
| Keorapetse Molete | Defensa        | Agente libre      | Libre.    | --           |
| Nyiko Tshabangu   | Centrocampista | Agente libre      | Libre.    | --           |
| Gerald Phiri      | Centrocampista | Bidvest Wits      | Traspaso. | No revelado. |
| Zama Rambuwane    | Centrocampista | SuperSport United | Cesión.   | --           |

| Bajas          | Bajas    | Bajas             | Bajas     | Bajas        |
| Jugador        | Posición | Destino           | Tipo      | Costo        |
| -------------- | -------- | ----------------- | --------- | ------------ |
| Siyabonga Zulu | Defensa  | Mamelodi Sundowns | Traspaso. | No revelado. |

## Palmarés

### Torneos nacionales
- Telkom Knockout (1): 2006